# Galium vile
Galium vile là một loài thực vật có hoa trong họ Thiến thảo. Loài này được (Cham. & Schltdl.) Dempster mô tả khoa học đầu tiên năm 1990.